# Shawna Trpcic
Shawna Trpcic, née Shawna Leavell le 18 octobre 1966 à Artesia (Californie) et morte le 4 octobre 2023 à Palm Desert, est une costumière de Hollywood.

## Carrière
Elle commence sa carrière dans l'industrie avec le film Megaville en 1990, puis devient assistante garde-robe sur les films Toys et Red Shoe Diaries. Elle devient plus tard costumière principale pour les séries de Joss Whedon Firefly, Angel, Doctor Horrible's Sing-Along Blog et Dollhouse, ainsi que sur la série Point Pleasant, entre le bien et le mal de Marti Noxon. Elle est également la costumière principale de Torchwood : Le Jour du Miracle.

## Engagements
Trpcic est bénévole dans un Juvenile Hall et enseigne l'art dans une prison d'État masculine de haute sécurité en Californie du Nord.

## Costumes deFirefly
Trpcic a modifié sa propre robe de mariée pour créer la robe de bal portée par Morena Baccarin (dans le rôle d'Inara Serra) dans l'épisode Le Duel. Trpcic essaie souvent d'ajouter des flamants roses quelque part dans ses costumes car elle les considère comme sa signature. Trpcic en pointe un exemple dans le commentaire audio de l'épisode Le Duel, où ils sont visibles sur les revers du personnage de Badger joué par Mark Sheppard.
En décembre 2005, Trpcic vend aux enchères plusieurs des costumes de Firefly qui sont dans sa collection privée. La plupart d'entre eux ont été achetés par des fans, qui les ont plus tard portés lors du Browncoat Ball à San Francisco en 2006. Trpcic a assisté au bal avec Jonathan A Logan (qui a fabriqué le cache-poussière original de Malcolm Reynolds d'après le dessin de Trpcic), et posé pour une photo de groupe où tout le monde porte des costumes conçus par elle.